# 辟支佛
辟支佛（羅馬化：Pratyeka-buddha）是佛教中無師自證菩提，但離群索居獨自修行不說法化眾的聖者。辟支佛又意譯為獨覺、緣覺、因緣覺、緣一覺、各佛。辟支佛出於無佛之世，當時佛法雖已滅，而能獨自修行證果。辟支佛性好寂靜，樂行頭陀，無力傳揚自己證悟的佛法，沒有聲聞弟子眾，所以佛教認為辟支佛無法像佛陀一樣成為人、天導師。

## 譯語
辟支，梵語音譯「鉢剌翳迦」、「畢勒支底迦」。又音譯作「辟支迦」，意思是「各各獨行」。
辟支佛是音譯詞，其意譯通常作「獨覺」、「緣覺」，其他的譯語有「因緣覺」、「緣一覺」、「各佛」。

## 類型
根據《俱舍論》以及《大智度論》等，獨覺（梵云畢勒支底迦、鉢剌翳迦，此曰各各獨行）分為二種：
- 部行（Varga-cārin）獨覺：前世本是聲聞前三果人（一說：本是初果人。另有餘師說：本是修習順決擇分的聲聞弟子），於投生無佛法之世時，證得第四勝果。因離教獨證，轉名獨勝(pratyekajina)[13][14]。智慧與阿羅漢無異。又名小辟支迦佛[15]。
- 麟角喻/犀角喻（Khaḍgaviṣāṇa-kalpa）獨覺：於一百大劫中，累世修習菩提資糧，於今世得辟支佛。智慧利勝阿羅漢，能久入禪定，常樂獨處。又名大辟支迦佛[16]。

又按《大智度論》，別有一類辟支佛名為「因緣覺」（梵云鉢羅底迦，此曰緣）。是由先世福德、願行等果報，在今世見小小因緣（如見林樹毀壞、飛花落葉）就能自行覺悟，以智慧斷諸煩惱入辟支佛道。

## 關於辟支佛的故事
《增壹阿含·力品·七經》中，記載王舍城附近有座「仙人窟山」（梵語：Ṛṣigiri）。此山恆有神通菩薩、得道羅漢、婆羅門仙人居住，亦有辟支佛住其中。據《中部·仙吞經》所說，有五百位辟支佛，入此山後不知所終。人們看見後，就說：『這山吞了這些仙人。』，於是稱其為仙吞山（巴利語：Isigili）。

有些阿羅漢雖在聲聞眾數，如大迦葉、舍利弗等，皆是辟支佛根性人，其力同於辟支佛，即便不遇佛陀也會成就辟支佛。如《增一阿含經·壹入道品·六經》所說：
|  | 迦葉對曰：「我今不從如來教。所以然者，若當如來不成無上正真道者，我則成辟支佛。然彼辟支佛，盡行阿練若，到時乞食，不擇貧富，一處一坐，終不移易，樹下露坐，或空閑處，著五納衣，或持三衣，或在塚間，或時一食，或正中食，或行頭陀，如今不敢捨本所習，更學餘行。」 |

## 部派佛教

### 說一切有部
說一切有部《阿毘達磨大毘婆沙論》記載：
|  | 獨覺菩提唯經百劫修加行得。 |

|  | 獨覺雖具「三慧」，而是「思所成慧」所顯。所以者何？彼雖自然覺悟，而無力、無畏等諸修功德，由多思慮而入道故。 |

又《順正理論》中說：
|  | 又諸獨覺闕力、無畏，對於「我論堅執眾」中，欲說無我心便怯劣，故不說教以調伏他。 |

## 上座部佛教

### 南傳上座部
南傳上座部明昆西亞多在《南傳菩薩道》 （页面存档备份，存于）表示：
|  | 當在兩阿僧祗與十萬大劫的期限裡圓滿了諸波羅蜜之後，辟支菩薩即能無師自通地證得徹知四聖諦的四道智（maggañāṇa）。但是他卻不能證得一切知智（sabbaññutañāṇa）和十力智等。這類聖人被稱為辟支佛。 |

|  | 辟支佛也是無師自通地覺悟了四聖諦，卻無論如何都沒有能力教導與使他人覺悟。在親自覺悟了道、果與涅槃之後，他無法解說這些證悟的體驗，因為他沒有掌握對於這些出世間法的恰當文字。因此，辟支佛對四聖諦的智慧（dhammābhisamaya，法現觀）被論師們譬喻為啞巴的夢或文盲農夫無法以文字來形容的生活體驗。因此辟支佛已自渡，然而卻不能渡他。 |

## 大乘佛教
大乘佛教中稱辟支佛為「緣覺乘」，這是以辟支佛由宿世福德、利根，善觀十二因緣而悟道。引證如《大智度論》所明，該故事類同於巴利《本生經》中的「達利穆迦辟支佛本生」（Darīmukha-jātaka）。智顗《四教義》中引述如下：
|  | 有一國王出園遊戲，清旦見樹林華果欝茂甚可愛樂。時王食已即便偃臥。王諸婇女皆競採華，毀折林樹。時王覺已，見林毀壞，內心覺悟一切世間無常變壞，皆亦如是。思惟是已，無漏道心朗然開發，斷諸結使成辟支迦羅，具六神通。即飛到閑靜處，山林清曠，入深禪定，受無為樂。 |

另外，按智顗《四教義》的解釋，聲聞、緣覺以修習四念處得道。由「總相觀斷結，智慧粗故，但除正使」名聲聞乘，「別相觀因緣，智慧細故，侵除習氣」而名辟支佛。又由聲聞根鈍，故先觀苦諦（說一切有部現觀四諦先觀苦諦）。緣覺根利，先觀集諦。
大乘佛教以聲聞乘與緣覺乘為小乘，與中乘合稱二乘，並且推崇成佛之道的菩薩乘視之為大乘（一佛乘），三者合為三乘。在大乘佛教中，聲聞乘與緣覺乘不被當作追求目標——因為還有無數眾生需要救度。
大乘佛教的一些信奉者聲稱由於修習緣覺乘佛法的修行者在生前沒有完全開悟，因此沒能獲得無上正等正覺，他們在死後會成為辟支佛並到達類似於無色界天的某個維度，祂們會在佛境不動處渡過極其漫長的時間，但祂們不會永遠留在那𥚃，因為當因緣成熟之時，祂們會從佛境來到人間以修習菩薩乘佛法，就像阿羅漢會在壽盡之前從無想天那𥚃被佛陀喚醒以踏上成佛之路那樣，所以祂們將會成為菩薩，最後證得佛果。

## 外部連結
- 《辟支佛因緣論 （页面存档备份，存于）》(《大正藏》 No. 1650)
- 《辟支佛之譬喻 （页面存档备份，存于）》(《巴利三藏·小部》)
- 《犀角經 （页面存档备份，存于）》(《巴利三藏·小部》)
- Bhikkhu Anālayo ：Paccekabuddhas in the Isigili-sutta and its Ekottarika-āgama Parallel （页面存档备份，存于）